# Veliki Izvor
Veliki Izvor (cyr. Велики Извор) – wieś w Serbii, w okręgu zajeczarskim, w mieście Zaječar. W 2011 roku liczyła 2399 mieszkańców.